# Bataille des Açores
Guerre de Succession du Portugal
Batailles
- Chronologie de la guerre de Quatre-Vingts Ans
- Valenciennes
- Austruweel
- Rheindalen
- Heiligerlee
- Jemmingen
- Jodoigne
- Brielle
- 1er Flessingue
- Malines
- Goes
- Mons
- Haarlem
- 2e Flessingue
- Borsele
- Zuiderzee
- Alkmaar
- Leyde
- Reimerswaal
- Mook
- Lillo
- Zierikzee
- 1er Anvers
- 1er Bréda
- Gembloux
- Rijmenam
- 1er Deventer
- Maastricht
- 2e Bréda
- Açores
- 2e Anvers
- 3e Anvers
- Boksum
- Zutphen
- 1er Berg-op-Zoom
- Gravelines
- 3e Bréda
- 2e Deventer
- Groningue
- Huy
- 1er Groenlo1
- 2e Groenlo
- Turnhout
- Nieuport
- Ostende
- L'Écluse
- 3e Groenlo
- Saint-Vincent
- Gibraltar
- Saint-Vincent (1621)
- 2e Berg-op-Zoom
- 4e Bréda
- 4e Groenlo
- Matanzas
- Bois-le-Duc
- Abrolhos
- Slaak
- Maastricht
- 5e Bréda
- Cabañas
- Calloo
- Les Downs
- Saint-Vincent (1641)
- Hulst
- Cavite

La bataille des Açores, ou bataille de Vila Franca (26 juillet 1582), est la première bataille navale de l'histoire où des galions se sont affrontés.

## Contexte et protagonistes
Pour des articles plus généraux, voir Crise de succession portugaise (1580) et Union ibérique.
Elle a eu lieu dans le contexte de l'invasion du Portugal par l'armée espagnole de Philippe II pour la succession au trône du Portugal de Henri Ier, décédé sans enfant en 1580.
Elle vit s'affronter l'armada espagnole commandée par Álvaro de Bazán, marquis de Santa Cruz, à la marine française de Philippe Strozzi, chef de guerre florentin au service des Valois, envoyé pour soutenir le prieur de Crato, prétendant portugais au trône, et ainsi éviter que l'Empire portugais ne tombe entre les mains de l'Empire espagnol.

## Défaite française
L'armada espagnole était composée de 28 navires, la flotte franco-portugaise en comptait 60. Mais si Strozzi n'est pas vraiment versé au combat naval, Bazan est lui un marin expérimenté. Le soir du 26 juillet 1582, la flotte française essuie une terrible défaite et perd plus de 3 000 hommes et 10 navires, alors que les Espagnols ne perdent aucun navire et comptent moins de 230 morts.
La mort de Philippe Strozzi fait débat. Blessé, a-t-il été achevé d'un coup de poignard ou jeté encore vif à la mer ? Les Français capturés (80 gentilhommes et 300 marins) n'ont pas eu plus de chance. Paris et Madrid sont officiellement en paix. Bazan les considère alors comme des pirates. Le 1er août les nobles sont exécutés sur Sao Miguel à la mode espagnole du garrot ; les roturiers de plus de 17 ans sont pendus.

## Conséquences

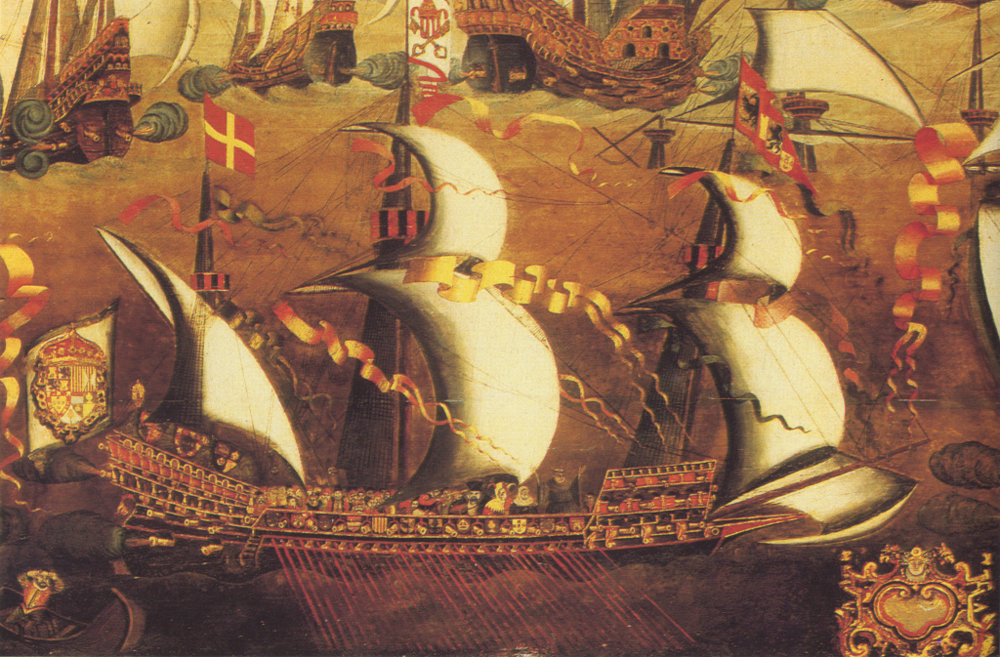
La flotte française se fait écraser par la flotte espagnole le 26 juillet 1582 aux Açores.

À la suite de cette bataille, les Açores sont envahies par le royaume d'Espagne. Le royaume du Portugal est rattaché au royaume d'Espagne en 1583, avec tous les territoires portugais à travers le monde.